# Bernoullia flammea
Bernoullia flammea är en malvaväxtart som beskrevs av Oliver. Bernoullia flammea ingår i släktet Bernoullia och familjen malvaväxter. Inga underarter finns listade i Catalogue of Life.